# پیرساعت
پیرساعت (به لاتین: Pirsaat) یک منطقهٔ مسکونی در جمهوری آذربایجان است که در باکو واقع شده‌است. پیرساعت ۸۴۸ نفر جمعیت دارد.